# 辻史彦
辻 史彦（つじ ふみひこ、1970年 - ）は、朝日放送テレビコンテンツプロデュース局制作部長。元制作部でテレビ番組のチーフプロデューサー・プロデューサー。兵庫県尼崎市出身。年末の『M-1グランプリ』には第1回から携わり続けており、第3回 - 第6回大会で総合演出を務めた。

## 来歴
- 1989年 - 関西学院高等部卒業。
- 1993年 - 関西学院大学商学部卒業。
- 1994年 - 朝日放送入社。
- 2019年 - 総合編成局コンテンツ戦略部に異動。
- 2021年 - コンテンツビジネス局東京コンテンツビジネス部長に昇進。
- 2022年 - コンテンツプロデュース局制作部長に昇進。

## エピソード
同郷のダウンタウンとの関係が深い。毎日放送の番組『ごぶごぶ』2015年8月18日(火)の放送で、突然朝日放送社屋に押し掛けて来た浜田雅功の相手をして他局の番組に出演した。

## 主な担当番組

### 現在
- M-1グランプリ(デジタル担当チーフ、以前はチーフプロデューサー)
- シークレットゲームショー(コンテンツプロデューサー)

### 過去

#### 制作部時代
- 最終警告!たけしの本当は怖い家庭の医学(プロデューサー)
- 笑いの金メダル(演出)
- 今ちゃんの「実は…」(プロデューサー)
- 松本家の休日(プロデューサー)
- エージェントWEST!(プロデューサー)

## 関連人物
- 内片輝
- 谷良一